# Isochariesthes tripunctata
Isochariesthes tripunctata là một loài bọ cánh cứng trong họ Cerambycidae.